# Tomasz Kwiatkowski (arbitro)
Tomasz Kwiatkowski (Varsavia, 25 febbraio 1978) è un arbitro di calcio polacco.

## Carriera
Il 21 agosto 2010 esordisce nella I liga, la seconda serie polacca, dirigendo l'incontro tra Kluczbork e Nieciecza. Il 3 agosto dell'anno seguente, invece, esordisce nella Puchar Polski, la coppa nazionale polacca. Il 31 marzo 2014 ottiene l'esordio nella Ekstraklasa, la massima serie polacca, dirigendo Zagłębie Lubin-Wisła Cracovia. Il 2 maggio degli anni 2019 e 2022 svolge il ruolo di VAR nella finale della Puchar Polski, di cui, invece, arbitra la finale dell'edizione 2023-2024.
Dal 2019 svolge il ruolo di VAR per la UEFA: in questa sua prima stagione, tra le altre partite viene designato per la semifinale di Europa League Inter-Shaktar Donetsk. Il 10 agosto 2022, invece, viene designato per la Supercoppa UEFA 2022 Real Madrid-Eintracht Francoforte. Il 22 maggio 2023 è stato designato per la finale di UEFA Champions League del 10 giugno 2023 tra Manchester City e Inter, diretta dal connazionale Szymon Marciniak. Il 20 dicembre 2023, infine, viene designato per la finale della Coppa del mondo per club FIFA 2023 tra gli inglesi del Manchester City e i brasiliani del Fluminense, ancora diretta da Marciniak.
Il 23 aprile 2024 la UEFA lo ha convocato nel ruolo di VAR per il campionato d'Europa 2024 in Germania, insieme all'arbitro Szymon Marciniak, agli assistenti Tomasz Listkiewicz e Adam Kupsik, e al collega Bartosz Frankowski nel ruolo di VAR.